# Kupellonura serritelson
Kupellonura serritelson is een pissebed uit de familie Hyssuridae. De wetenschappelijke naam van de soort is voor het eerst geldig gepubliceerd in 1981 door Wägele.